# Boreus kratochvili
Boreus kratochvili är en näbbsländeart som beskrevs av Mayer 1938. Boreus kratochvili ingår i släktet Boreus och familjen snösländor. Inga underarter finns listade i Catalogue of Life.